# Mollie McConnell
Mollie McConnell (Chicago, 24 september 1865 – Los Angeles, 9 december 1920) was een Amerikaanse filmactrice in het stommefilmtijdperk. Voordat zij in 1913 haar filmdebuut maakte, was McConnell een succesvol toneelactrice. In 1914 sloot zij een contract met Balboa Films en zou zij in vele van hun films spelen.

## Gedeeltelijke filmografie
- A Ticket to Red Horse Gulch (1914)
- The Red Circle (1915)
- Pay Dirt (1916)
- The Neglected Wife (1917)
- Bab the Fixer (1917)
- Set Free (1918)
- Roped (1919)
- Bare Fists (1919)
- The Feud (1919)
- Black Beauty (1921)

De film Black Beauty verscheen postuum in 1921; Mollie McConnell stierf voordat de film werd uitgebracht.